# The Way It Feels
The Way It Feels è il secondo album in studio del duo musicale country statunitense Maddie & Tae, pubblicato nel 2020.

## Tracce
1. Everywhere I'm Goin – 3:28
2. Bathroom Floor – 2:33
3. My Man – 3:01
4. Tourist in This Town – 3:25
5. Drunk or Lonely – 3:43
6. One Heart to Another – 3:38
7. Trying on Rings – 3:05
8. Write a Book – 3:26
9. Water in His Wine Glass – 3:21
10. Die from a Broken Heart – 3:29
11. Ain’t There Yet – 2:58
12. Lay Here with Me (featuring Dierks Bentley) – 3:08
13. Friends Don't – 3:08
14. I Don't Need to Know – 3:20
15. New Dog Old Tricks – 3:09